# Curtis W. Casewit
Curtis Werner Casewit (geboren am 21. März 1922 in Mannheim; gestorben am 2. März 2002 in Denver, Colorado) war ein deutschstämmiger amerikanischer Schriftsteller.
Der deutschstämmige Casewit studierte 1933 bis 1938 Sprachen in Florenz. Während des Zweiten Weltkriegs diente er in der französischen Armee und arbeitete als Übersetzer für die britische Armee. 1948 übersiedelte er in die Vereinigten Staaten, wo er an der University of Denver und der University of Colorado studierte. Er arbeitete anschließend als Journalist und Literaturkritiker. 1957 wurde er mit dem Edgar Award der Mystery Writers of America in der Kategorie Beste Literaturkritik ausgezeichnet.
1954 heiratete Casewit die Schriftstellerin Charlotte Fischer-Lamberg, mit der er drei Kinder hatte.
Von 1959 bis 1964 war er Einkäufer für ein Warenhaus in Denver, danach wurde er freier Schriftsteller.
Er verfasste zahlreiche Sachbücher, vor allem Ratgeber und Reiseliteratur. Thematische Schwerpunkte waren Bergsteigen, Skifahren und Colorado.
Außerdem schrieb er in den 1950er Jahren eine Reihe von Science-Fiction-Kurzgeschichten und den SF-Roman The Peacemakers (1960), der unter dem Titel Der Diktator auch ins Deutsche übersetzt wurde. Für den Roman, der den Aufstieg einer Diktatur in den vom Dritten Weltkrieg verwüsteten USA behandelt, wurde er 1960 mit dem Colorado Authors League Award ausgezeichnet.
Sein Nachlass befindet sich in der De Grummond Children’s Literature Collection der University of Southern Mississippi.

## Bibliografie
Roman
- The Peacemakers (1960)
  - Deutsch: Der Diktator. Übersetzt von H. v. Perbandt und K. Biege. Pabel (Utopia Zukunftsroman #460), 1965.

Kurzgeschichten
- The Mask (in: Weird Tales, March 1952)
- Table Number 16 (in: Weird Tales, September 1952)
- Fermentation (in: Weird Tales, November 1952)
- Transfusion (in: Amazing Stories, June-July 1953)
- The French Way (in: Fantastic Universe, October-November 1953)
- Prediction (in: Weird Tales, May 1954)
- The Advantages Are Tremendous (in: Fantastic Universe, August 1955)
- Bright Flowers of Mars (in: Super-Science Fiction, April 1957)
  - Deutsch: Der Träumer. Übersetzt von Helmuth W. Mommers. In: Günther Zippe (Hrsg.): Pioneer 8. Austrotopia, 1962.
- The Martian Wine (in: Super-Science Fiction, August 1958)

Sachbücher
- Ski Racing: Advice by the Experts (1963)
- The Mountaineering Handbook: An Invitation To Climbing (1968)
- The Hiking-Climbing Handbook (1969)
- The Adventures of Snowshoe Thompson (1970)
- Mountain Troopers: The Story of the Tenth Mountain Division (1972)
- Overseas Jobs: The Ten Best Countries (1972)
- Adventure Guide to Colorado (1973, with Steve Cohen)
- Freelance Photography: Advice from the Pros (1974)
- America’s Tennis Book (1975)
- The Mountain World (1976)
- Tennis Resorts (1978)
- The Complete Book of Mountain Sports (1978)
- The Stop Smoking Book for Teens (1980)
- Graphology Handbook (1980)
- Making a Living in The Fine Arts: Advice from the Pros (1981)
- The Saga of the Mountain Soldiers: The Story of the Tenth Mountain Division (1981)
- The Diary: A Complete Guide to Journal Writing (1982)
- Quit Smoking (1983)
- The Skier’s Companion (1984)
- Foreign Jobs: The Most Popular Countries (1984)
- Freelance Writing: Advice from the Pros (1985)
- How to Make Money from Travel Writing (1988)
- Skier’s Guide to Colorado (1993)
- Colorado, Off the Beaten Path (9. Aufl. 2007)